# Oswald Laufer

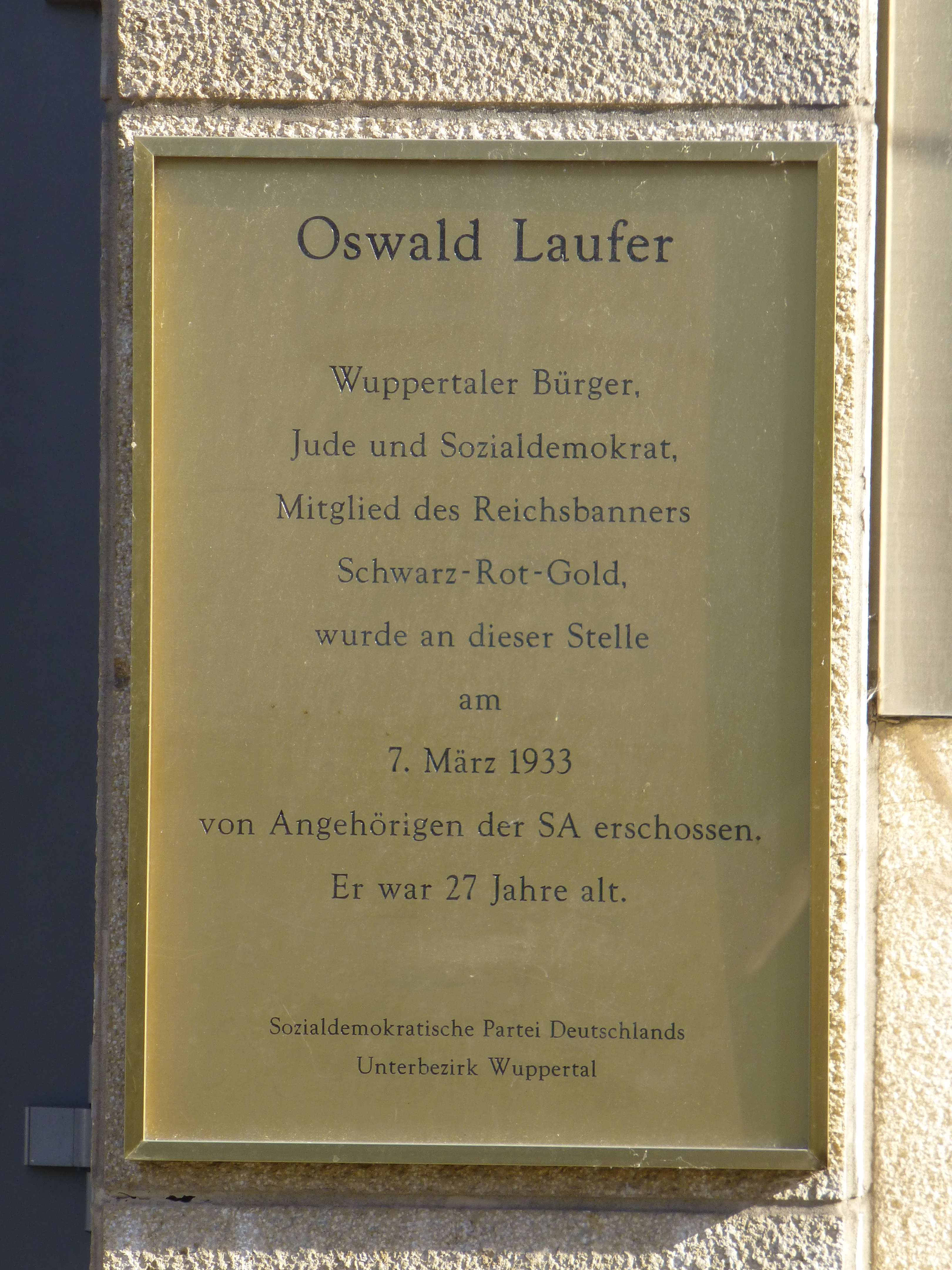
Gedenktafel am Karlsplatz in Wuppertal (2014)

Oswald Laufer (* 8. April 1905 in Elberfeld; † 7. März 1933 in Wuppertal-Elberfeld,  ermordet) war ein deutscher Sozialdemokrat, Mitglied des Reichsbanners Schwarz-Rot-Gold und eines der ersten Opfer des Straßenterrors der SA nach der nationalsozialistischen „Machtergreifung“.

## Leben
Der gelernte Kaufmann Laufer arbeitete im Altwarengeschäft seines Vaters mit in der zentral gelegenen Elberfelder Adresse Wilhelmstraße 45 bei der Kreuzung mit der Friedrichstraße nahe dem Neumarkt.
Im Gegensatz zu seinen Eltern, aktive Mitglieder der Jüdischen Gemeinde, schloss sich Laufer der SPD an und war seit Ende 1930 führend in der örtlichen Gliederung des Reichsbanners tätig. Aufgrund seiner politischen Tätigkeit war er wiederholt in tätliche Auseinandersetzungen mit der SA verwickelt.
Im Juni 1932 kam es zu einer „Zusammenrottung linksgerichteter Kreise“, wie es das Gericht in einem späteren Urteil formulierte. Laufer war einer der Wortführer von rund hundert Reichsbanner-Aktivisten, die eine Gruppe der SA angriffen und die Wilhelmstraße hinauftrieben. Zeugen sagten, Laufer habe gerufen: „Jungens, das sind die Nazis, dran!“ Im Oktober 1932 wurde er dafür, nach einer Anzeige, zu vier Monaten Gefängnis wegen Landfriedensbruchs verurteilt. Er musste nur einen Teil der Haftstrafe verbüßen, da er infolge der Amnestie des Reichspräsidenten vom Dezember 1932 freikam.

### Ermordung
Infolge der Reichstagsbrandverordnung vom 28. Februar 1933 wurde Laufer für eine Woche in Schutzhaft genommen. Noch vor seiner Freilassung erhielt er unter dem Datum des 2. März 1932 [sic!] den folgenden Brief:
„An den Reichsbahnführer Lauffer, Wuppertal-Elberfeld, Wilhelmstraße 45. Laut Ihrer politischen Tätigkeit haben Sie es verwirckt [sic!] weiter in Deutschland zu leben. Wir stellen Ihnen daher eine Frist bis zum 5.  3. 1933 24 Uhr, Deutschland zu verlassen[,] andernfalls Sie die Konsequenzen zu gewärtigen haben. Wir werden uns zu oben angegebenen Zeit erkundigen, ob Sie unserer Aufforderung nachgekommen sind. Terror-Abwehrgruppe-Wuppertal.“
Am 7. März 1933 wurde Laufer, einen Tag nach der Reichstagswahl 1933, um 13 Uhr freigelassen. Am Abend um kurz nach 18.00 Uhr wurde er von fünf SA-Leuten erschossen: Die SA-Männer unter der Führung von Willi Schneider, die zur Wache des Sturmlokals der SA in der nicht weit entfernten Luisenstraße gehörten, kamen an dem Geschäft von Simon Laufer in der Wilhelmstraße vorbei. Oswald Laufer stand vor der Tür. Nachdem die SA-Männer bereits vorbeigegangen waren, drehten sie sich plötzlich gleichzeitig um, rannten auf Laufer zu und begannen ihn zu schlagen. Er taumelte und versuchte, über eine Toreinfahrt am Haus Nr. 35 durch die Wilhelmstraße zu fliehen. Die SA-Leute folgten ihm mit gezogenen Revolvern, stellten ihn in einer Gasse, wo drei oder vier Schüsse fielen, von denen einer Laufer in den Hals und ein anderer in die Brust traf. Laufer brach zusammen, während die SA-Leute flohen. Der Verletzte wurde in ein Krankenhaus gebracht, wo nur noch der Tod festgestellt werden konnte. Er war bereits am Tatort gestorben. Die Leiche wies Hautabschürfungen und Kratzwunden im Gesicht, eine Wunde am Mittelkopf, einen Hals- und einen Brustdurchschuss auf. Der letzte war tödlich gewesen, da er innere Blutungen verursacht hatte. Zudem wies der Tote Wunden auf, die darauf deuten, dass der Niedergeschossene von seinen Angreifern am Boden liegend getreten worden war.
Ein Verfahren gegen die nicht ermittelten Täter wurde am 30. März 1933 aufgrund der Verordnung vom 21. März 1933 (Straffreistellung von „Straftaten, die im Kampfe für die nationale Erhebung des Deutschen Volkes“ begangen worden seien) gemäß Paragraph 1,3 eingestellt.
1948 wurden zwei der drei noch lebenden SA-Männer wegen Verbrechen gegen die Menschlichkeit zu vier beziehungsweise fünf Jahren Zuchthaus verurteilt.
Laufer wurde am 10. März 1933 auf dem Jüdischen Friedhof in Wuppertal-Elberfeld beerdigt. Seine Eltern starben 1942 im Ghetto Lodz. Einem Bruder gelang es in die Vereinigten Staaten zu fliehen.
Am 7. März 1998 wurde in der Verlängerung der heute kürzeren Wilhelmstraße am Karlsplatz 13 51° 16′ N, 7° 9′ O eine Gedenktafel der Wuppertaler SPD angebracht, die an Laufers Ermordung erinnert.